# Bahnhof Shin-Maebashi
Der Bahnhof Shin-Maebashi (jap. 新前橋駅 Shin-Maebashi-eki) ist ein Bahnhof auf der japanischen Insel Honshū. Er wird von der Bahngesellschaft JR East betrieben und befindet sich in der Präfektur Gunma auf dem Gebiet der Stadt Maebashi.

## Verbindungen
Shin-Maebashi ist ein Trennungsbahnhof an der Jōetsu-Linie, die Takasaki in der Präfektur Gunma mit Nagaoka in der Präfektur Niigata verbindet. Hier zweigt die Ryōmō-Linie nach Oyama in der Präfektur Tochigi ab. Beide Strecken werden von der Bahngesellschaft JR East betrieben. Auf dem Streckenabschnitt zwischen Shin-Maebashi und Takasaki werden nicht nur die Nahverkehrszüge der genannten Linien gebündelt, sondern auch jene der Agatsuma-Linie, der Shōnan-Shinjuku-Linie und teilweise auch der Takasaki-Linie, was je nach Tageszeit drei bis sieben Verbindungen je Stunde ergibt.
In der jeweiligen Gegenrichtung fahren die Züge der Jōetsu-Linie ungefähr alle 40 bis 60 Minuten nach Minakami, jene der Agatsuma-Linie nach Manza-Kazawaguchi oder Ōmae ungefähr stündlich, jene der Ryōmō-Linie zwei- bis viermal je Stunde bis Kiryū (bzw. ein- oder zweimal je Stunde bis Oyama). Eilzüge der Shōnan-Shinjuku-Linie und der Takasaki-Linie werden überwiegend während der Hauptverkehrszeit angeboten und verbinden Maebashi mit der Hauptstadt Tokio sowie mit Odawara und Atami.
Auf dem östlichen Bahnhofsvorplatz befinden sich mehrere Bushaltestellen, die von je einer Linie der Gesellschaften Nippon Chūō Bus, Nagai Kōtsū, Gunma Chūō Bus und Jōshin Kankō Bus bedient werden. Eine weitere Linie von Gunma Chūō Bus verkehrt vom Westeingang aus.

## Anlage
Der Bahnhof steht an der Grenze zwischen den Stadtteilen Shinmaebashimachi im Osten und Motosojamachi im Westen. Er ist durch den Fluss Tone vom Zentrum der Stadt Maebashi getrennt. An der Ostseite, zum Fluss hin, dominieren Wohnviertel, während an der Westseite mehrere Fabriken, eine NHK-Regionalstudio und die Kraftfahrzeug-Zulassungsstelle der Präfektur Gunma zu finden sind. Die Anlage ist von Südwesten nach Nordosten ausgerichtet und umfasst fünf Gleise, von denen vier dem Personenverkehr dienen. Diese liegen an zwei Mittelbahnsteigen, die beide größtenteils überdacht und etwas voneinander versetzt angeordnet sind. Über die Bahnsteig spannt sich das Empfangsgebäude in Form eines Reiterbahnhofs, das über einen angrenzenden Parkplatz hinweg zum östlichen Bahnhofsvorplatz reicht. Der Zugang zu den Bahnsteigen erfolgt mittels Treppen, Rolltreppen und Aufzügen. Vom nordöstlichen Ende des östlichen Bahnsteigs aus führt eine Fußgängerbrücke zum nördlichen Bahnhofsvorplatz und den dortigen Parkplätzen. An der Westseite der Anlage erstreckt sich parallel zur Jōetsu-Linie eine Abstellanlage mit 18 Gleisen und Depot.
Im Fiskaljahr 2019 nutzten täglich durchschnittlich 6160 Fahrgäste den Bahnhof.

## Bilder

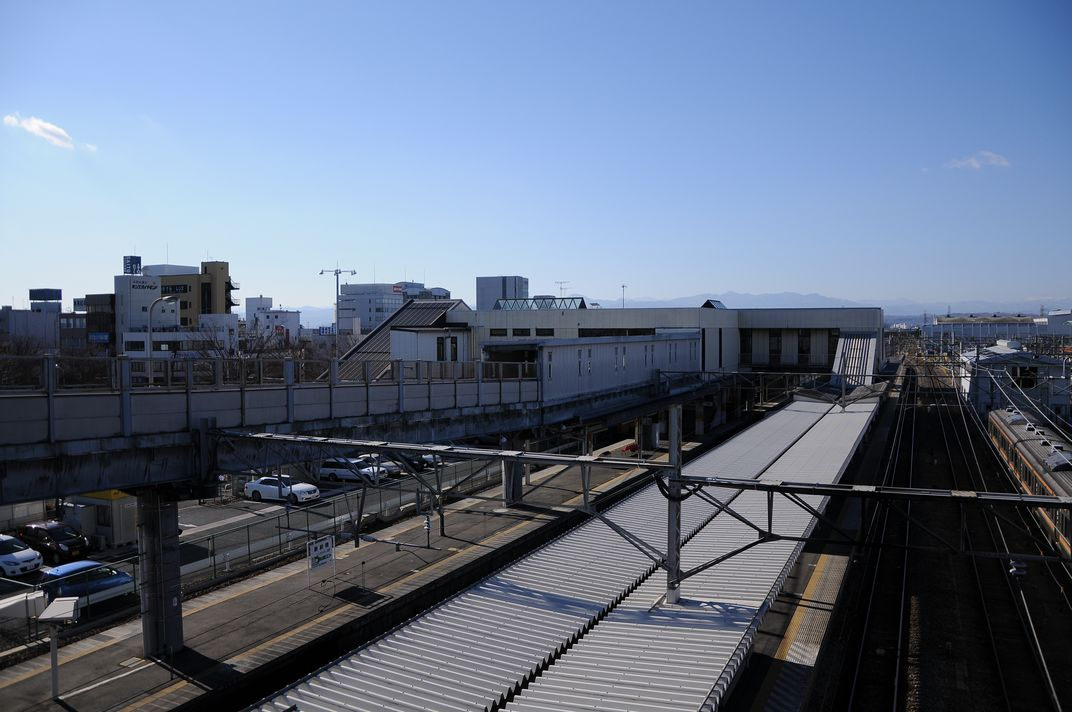
Bahnsteige und Reiterbahnhof
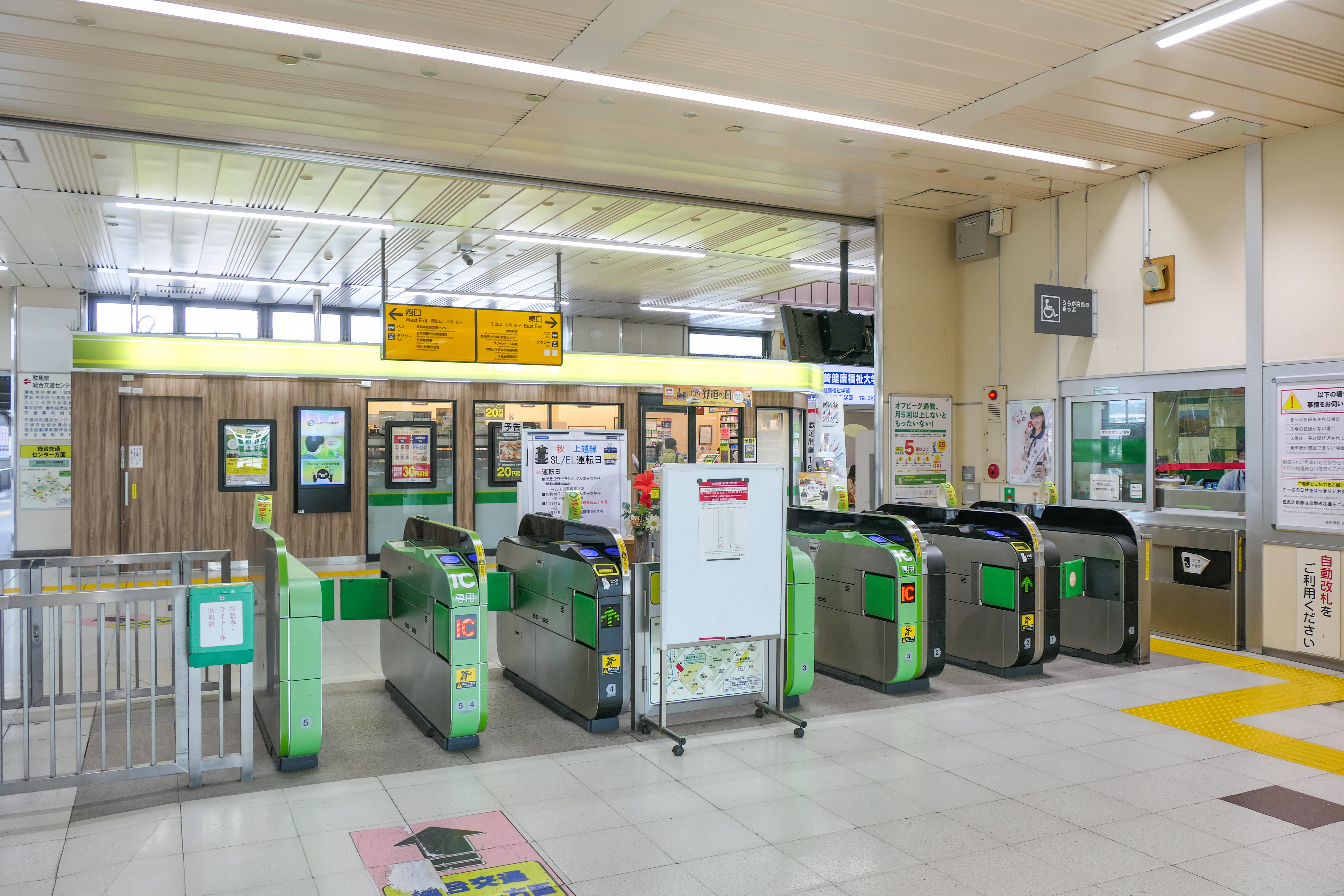
Bahnsteigsperren
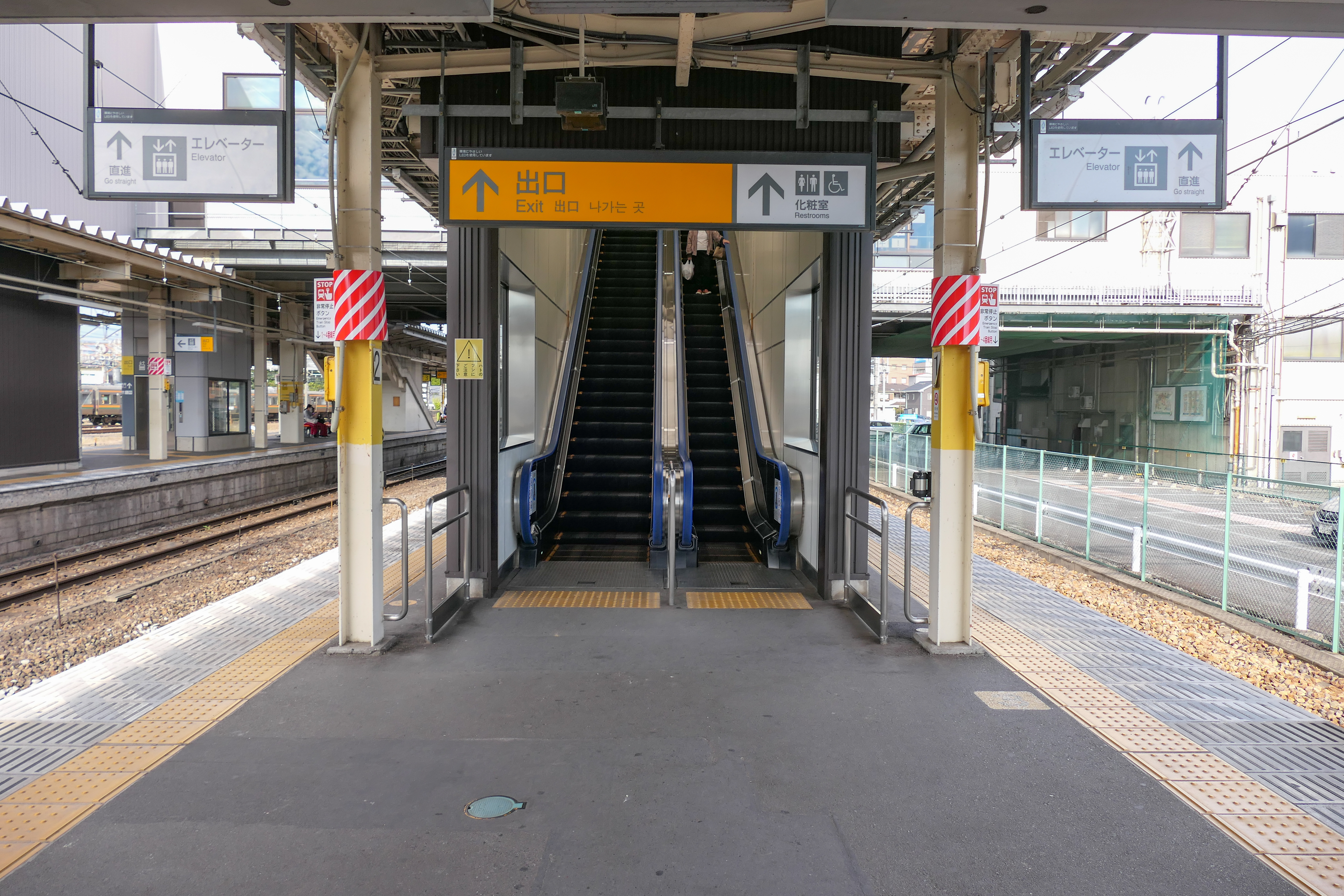
Bahnsteig (Gleise 1/2)
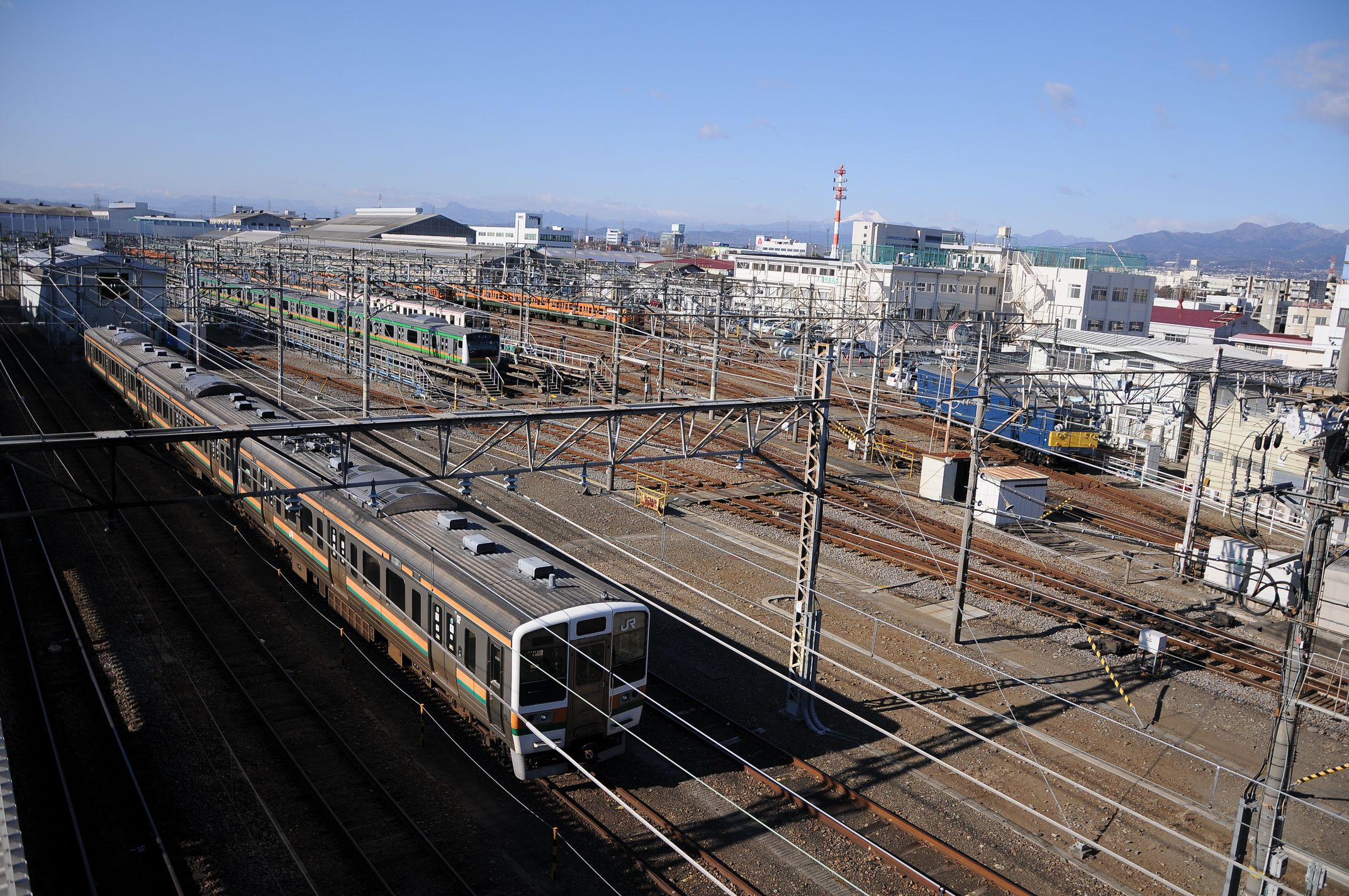
Abstellanlage

## Gleise
| 1/2 | ▉ Jōetsu-Linie          | Takasaki • Ōmiya • Ueno • Tokio • Yokohama       |
| 1/2 | ▉ Shōnan-Shinjuku-Linie | Takasaki • Ōmiya • Shinjuku • Yokohama • Odawara |
| 3   | ▉ Ryōmō-Linie           | Kiryū • Tochigi • Oyama                          |
| 4   | ▉ Jōetsu-Linie          | Shibukawa • Minakami                             |
| 4   | ▉ Agatsuma-Linie        | Shibukawa • Naganohara-Kusatsuguchi • Ōmae       |

## Linien
| Verlauf der Jōetsu-Linie |
| --- |
| Takasaki • Takasakitonyamachi • Ino • Shin-Maebashi • Gumma-Sōja • Yagihara • Shibukawa • Shikishima • Tsukuda • Iwamoto • Numata • Gokan • Kamimoku • Minakami • Yubiso • Doai • Tsuchitaru • Echigo-Nakazato • Iwappara Skiing Ground • Echigo-Yuzawa • Ishiuchi • Ōsawa • Jōetsu International Skiing Ground • Shiozawa • Muikamachi • Itsukamachi • Urasa • Yairo • Koide • Echigo-Horinouchi • Kita-Horinouchi • Echigo-Kawaguchi • Ojiya • Echigo-Takiya • Miyauchi (• Nagaoka) |

| Verlauf der Ryōmō-Linie |
| --- |
| Oyama • Omoigawa • Tochigi • Ōhirashita • Iwafune • Sano • Tomita • Ashikaga Flower Park • Ashikaga • Yamamae • Omata • Kiryū • Iwajuku • Kunisada • Isesaki • Komagata • Maebashi-Ōshima • Maebashi • Shin-Maebashi • Ino • Takasakitonyamachi • Takasaki |

## Geschichte
Japans erste private Bahngesellschaft, die Nippon Tetsudō, eröffnete 1884 die Bahnstrecke Takasaki–Maebashi, die zwischenzeitlich zur Takasaki-Linie gezählt wurde. Eigentliches Ziel der Nippon Tetsudō war das Stadtzentrum Maebashis, doch die Überbrückung des Tone erwies sich als schwierig, weshalb die Strecke zunächst am Westufer in einem temporären Bahnhof endete; die Brücke war dann ab 1889 in Betrieb. Die Gegend um den heutigen Bahnhof Shin-Maebashi war damals weitgehend unbewohnt, weshalb die Züge hier lange Zeit ohne Halt durchfuhren. Als der japanische Reichstag 1916 den Bau der Jōetsu-Linie beriet, war zunächst geplant, die Strecke von Takasaki aus direkt nordwärts nach Shibukawa zu führen. Dies wäre klar zum Nachteil Maebashis gewesen, das dadurch nicht angeschlossen gewesen wäre. Daraufhin setzte der Stadtrat eine zweite Variante durch, die näher am Stadtzentrum vorbeiführte. Sie entstand an der späteren Abzweigung der bereits bestehenden Ryōmō-Linie, um eine zweimalige Überquerung des Tone zu vermeiden. Zusammen mit dem Streckenabschnitt nach Shibukawa nahm das Eisenbahnministerium den Bahnhof am 1. Juli 1921 in Betrieb.
Shin-Maebashi war zunächst ein reiner Personenbahnhof, wickelte aber ab 1. Februar 1923 auch Güterverkehr ab. Ab 20. Dezember 1957 zählte die Japanische Staatsbahn den Abschnitt zwischen Takasaki und Shin-Maebashi nicht mehr zur Takasaki-Linie, sondern zur Jōetsu-Linie. Im April 1959 nahm sie neben dem Bahnhof ein Depot in Betrieb. Zu Beginn der 1980er Jahre baute sie den Bahnhof vollständig um; anstelle des ursprünglichen Empfangsgebäudes entstand ein Reiterbahnhof, der ab 10. September 1983 zur Verfügung stand. Im Rahmen der Staatsbahnprivatisierung ging der Bahnhof am 1. April 1987 in den Besitz der neuen Gesellschaft JR East über. JR Freight führte den Güterumschlag vorerst weiter, stellte ihn aber am 19. Dezember 2001 ein. Im Frühjahr 2011 erhielt der Bahnhof neue Aufzüge und Rolltreppen.